# Mravenčení (ptáci)
Mravenčení, angl. anting, je forma chování ptáků, která spočívá v nanášení hmyzu (nejčastěji mravenců) na křídla a kůži. Rozlišují se dva základní typy mravenčení:
- aktivní mravenčení – pták uchopí mravence do zobáku a potírá si jím peří;
- pasivní mravenčení – pták se postaví na mraveniště, roztáhne křídla, načepýří se a nechá mravence nalézt do peří a na kůži (typické pro drozdovité, krkavcovité).

Mravenčení provádí nejméně 200 druhů ptáků napříč řády, nejčastěji však u pěvců. I přes řadu studií není uspokojivě objasněno, k čemu mravenčení slouží. Většina studií zabývajících se mravenčením pěvců uvádí, že ptáci nejčastěji nanášejí na peří mravenčí dělnice z podčeledi Formicinae. Tyto dělnice produkují kyselinu mravenčí zvýšenou měrou a mají zvětšenou jedovou žlázu i rezervoár jedové žlázy. Předpokládá se, že mravenčení souvisí s mravenčími sekrety. K častým vysvětlením patří, že kyselinou mravenčí se ptáci snaží hubit ektoparazity (jako jsou všenky) nebo se zbavují nadbytečného vosku z mazových žláz. Může se také jednat o způsob, jak snížit podráždění kůže během přepeřování, nebo o přípravu potravy (odstranění štiplavých tekutin z těl mravenců před jejich konzumací), o smyslovou sebestimulaci, o péči o peří aj.

Mravenčení
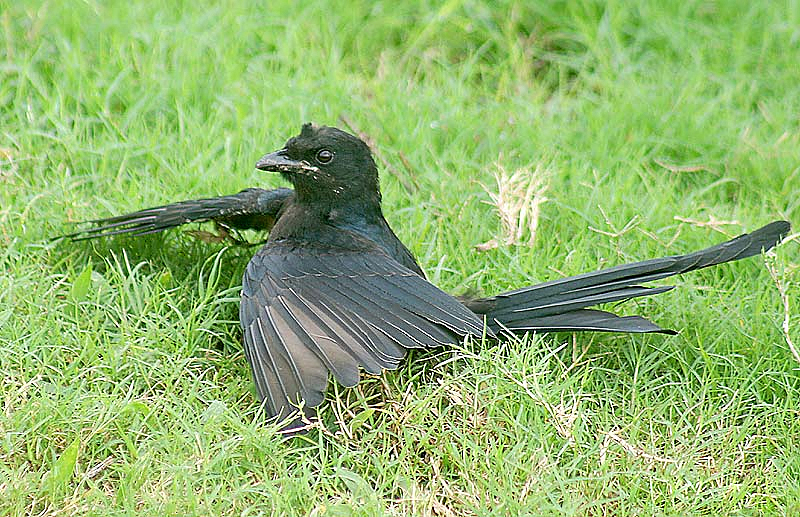
Drongo černý
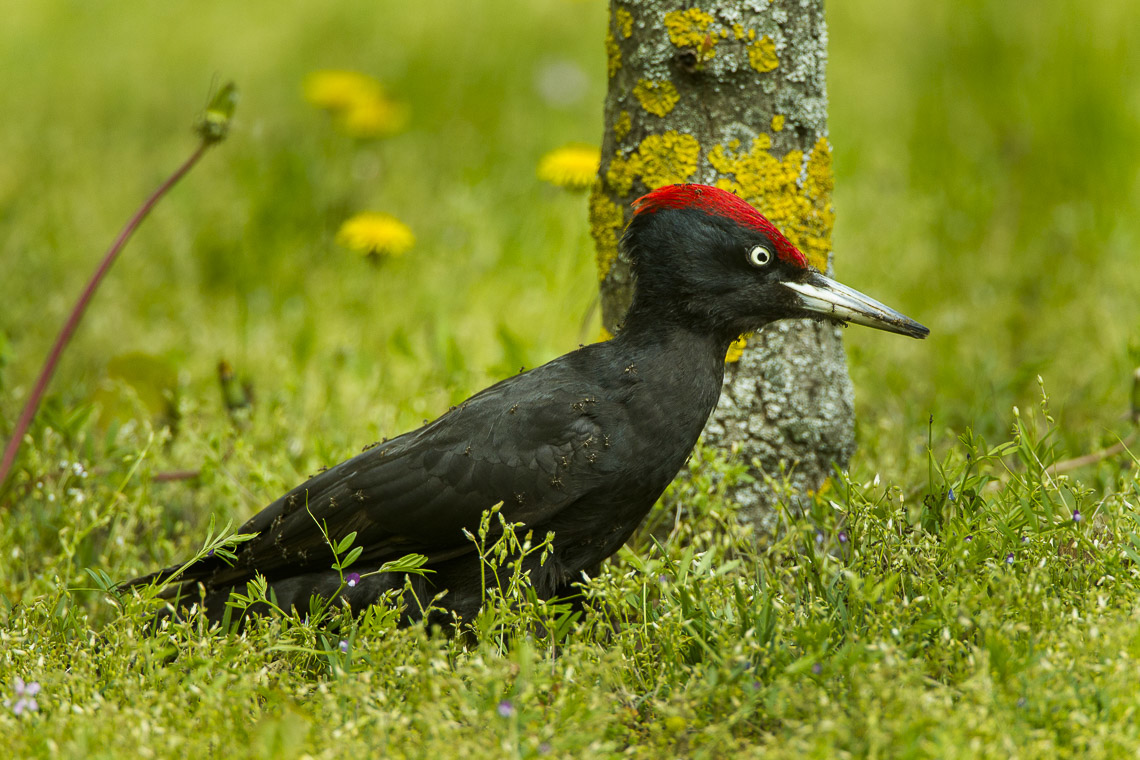
Datel černý
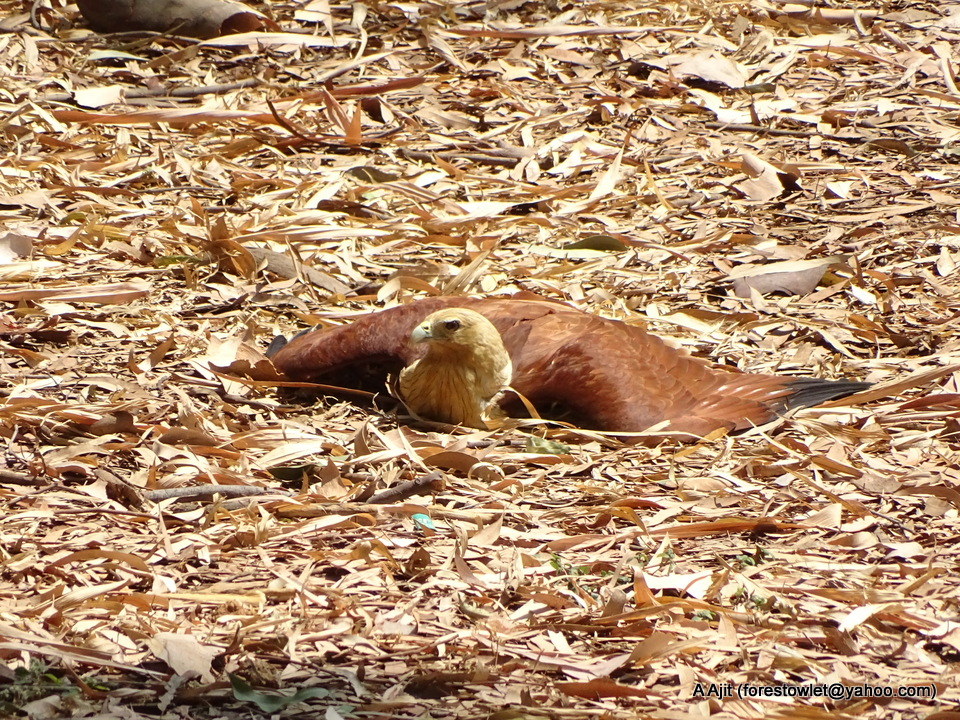
Luňák brahmínský
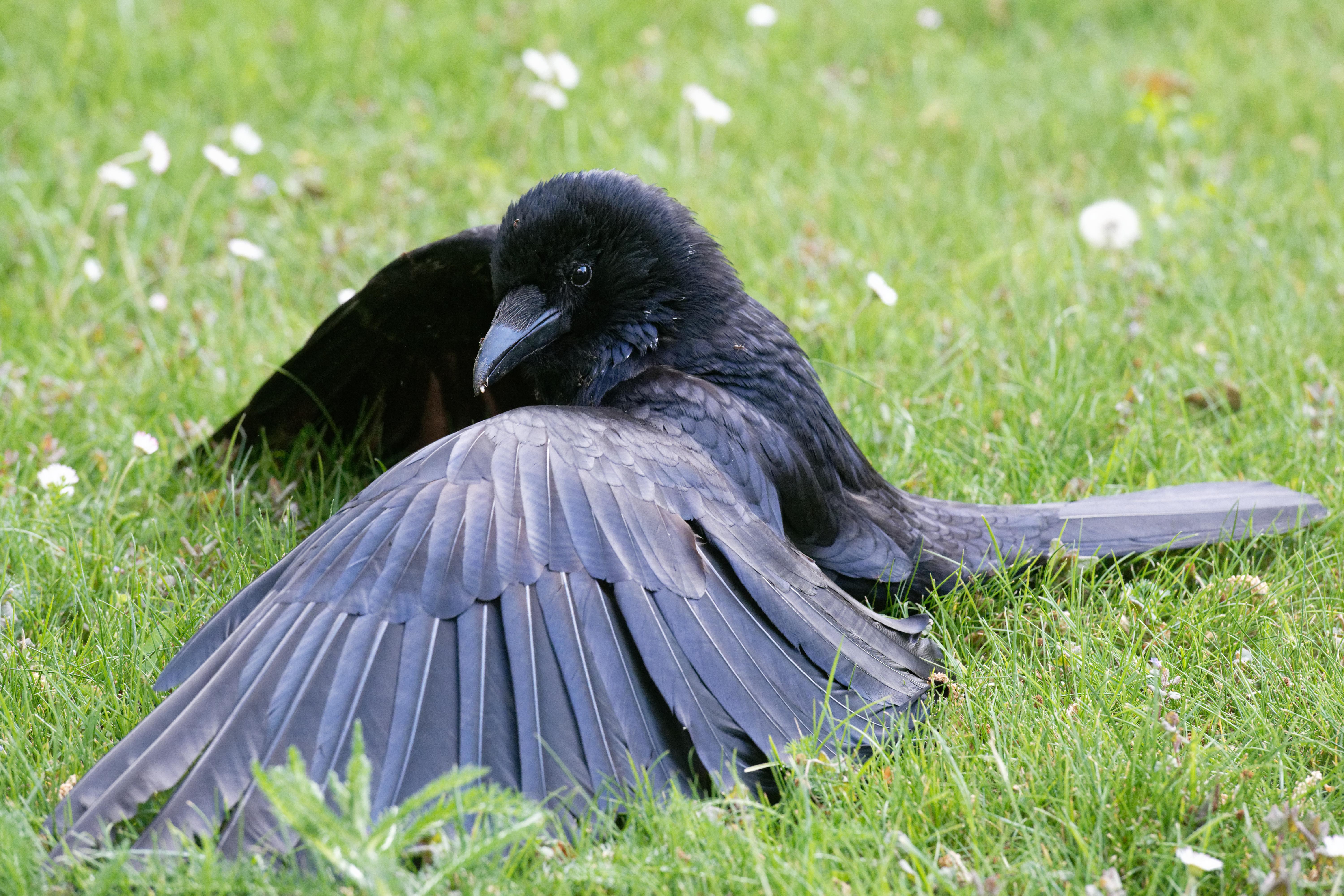
Vrána černá